# Pauli Pitkänen
Pour les articles homonymes, voir Pitkänen.
Pauli Pitkänen (4 novembre 1911 à Nilsiä – 28 septembre 1941 à Siilinjärvi) est un ancien fondeur finlandais.

## Championnats du monde
- Championnats du monde de ski nordique 1938 à Lahti 
  -  Médaille d'or sur 18 km.
  -  Médaille d'or en relais 4 × 10 km.
- Championnats du monde de ski nordique 1939 à Zakopane 
  -  Médaille d'or en relais 4 × 10 km.